# Jarin Blaschke
Jarin Blaschke, född 28 september 1978 i Westminster i Kalifornien, är en amerikansk filmfotograf. Han är mest känd för sitt fotografarbete på den psykologiska skräckfilmen The Lighthouse, för vilken han har blivit nominerad till en Oscar för bästa foto.

## Bakgrund/privatliv
När Blaschke var i sextonårsåldern, flyttade han till New York, detta för att studera filmkonst på School of Visual Arts. Hans allra första, lite mer större framträdande, var när han agerade som filmfotograf på Robert Eggers skräckfilm The Witch, som premiärvisades för första gången i början av 2015. För sin insats i denna film, fick han ta emot en hel del beröm, samt ett flertal nomineringar från filmkritikerföreningar, och även till en Seattle Film Critics Society Award, i kategorin Bästa foto. Han skulle senare komma att återigen samarbeta tillsammans med Eggers, och vara filmfotograf på hans andra skräckfilm The Lighthouse, som hade biopremiär hösten 2019. Utöver sin Oscarsnominering för bästa foto på denna film, fick Blaschke även motta en Independent Spirit Award för just bästa foto, samt nomineringar till både en BAFTA Award och en Critics' Choice Award, även detta för bästa foto.
Blaschke bor för närvarande i Tjeckiens huvudstad Prag.

## Filmografi (i urval)

### Film
- 2012 – Fray
- 2015 – The Witch
- 2017 – Shimmer Lake
- 2018 – Down a Dark Hall
- 2019 – The Lighthouse
- 2022 – The Northman
- 2023 – Knock at the Cabin
- 2024 – Nosferatu

### TV
- 2020 – Servant (TV-serie)